# 金尚柱
金尚柱（1943年—），辽宁宽甸县人，朝鲜族，中石油辽河油田公司总工程师、辽河海洋石油勘探开发公司总经理，辽宁省盘锦市人大常委会主任，首批对石油工业有突出贡献的科技专家，国务院政府特殊津贴专家。:288:388
有5亿吨石油储量的辽河油田起初仅有年500万吨的产量。1980年代，金尚柱带领团队攻关，在辽河油田钻出了第一口日产量1000吨的油井。1984年，辽河油田产量创1.7万吨的历史记录，此后连续六年保持增加一倍以上的增速，成为续大庆油田和胜利油田之后的中国第三大油田。:388-391

## 生平
1943年，金尚柱出生于满洲国安東省宽甸县:288，1967年从东北石油学院毕业后进入大庆油田工作，1970年10月调到辽河油田研究院地质大队任指导员，1973年至1984年任研究所主任，此后历任中石油辽河油田公司总工程师、辽河海洋石油勘探开发公司总经理等职:388-391。

## 著作
- 金尚柱：《辽河断陷复式油气田石油地质特征及勘探技术》石油工业出版社 1996，ISBN：7-5021-1886-1
- 金尚柱：《辽河浅海海滩石油勘探开发研究》石油工业出版社 1996，ISBN：7-5021-1883-7
- 金尚柱：《辽河油田浅海油气区海洋环境》大连海事大学出版社 1996，ISBN：7-5632-1028-8
- 金尚柱、马宏著：《辽河滩海油气勘探开发工程建设总体规划及实践》地质出版社 1997，ISBN： 7-5632-1085-7
- 金尚柱：《辽东湾北部滩海油气地质》地质出版社 2000，ISBN：7-116-02882-X

## 荣誉与获奖
- 1985年，国家科学技术委员会特等奖（《渤海湾盆地复式油气聚集带（区）勘探理论与实践》）[1]:288[2]:391
- 1978-1985年，国家科技进步奖（《辽河复杂断块油田滚动勘探开发》）[1]:288
- 1980-1987年，中华人民共和国石油工业部二等奖（失青构造带油气资源论证及总体设计方案）[1]:288
- 1984-1988年，中华人民共和国石油工业部发现奖（牛心坨、海外河、大洼等油田的发现）[1]:288-289
- 1989年，中华人民共和国石油工业部二等奖（《大洼屯断陷石油地质特征及勘探技术》）[1]:289
- 1991年，首批对石油工业有突出贡献的科技专家[1]:289
- 少数民族探索先进人物称号（国家民委）[2]:391
- 国务院政府特殊津贴[2]:391